# Der Orchideengarten
Der Orchideengarten. Phantastische Blatter – niemieckie czasopismo wydawane w Monachium od stycznia 1919 do listopada 1921. Ukazało się 51 numerów. Jest uznawane za pierwsze na świecie czasopismo poświęcone literaturze fantastycznej. Redaktorem czasopisma był Karl Hans Strobl i Alfons von Czibulka, wydawane było przez Dreiländerverlag. Każdy numer liczył 24 stron, drukowanych na książkowym papierze. 
Czasopismo drukowało opowiadania takich twórców jak Charles Dickens, Aleksander Puszkin, Charles Nodier, Guy de Maupassant, Edgar Allan Poe, Voltaire, Théophile Gautier, Washington Irving, Nathaniel Hawthorne, Herbert George Wells, Victor Hugo, Karel Čapek i Josef Čapek. Ilustrowali je m.in. Gustave Doré, Tony Johannot, Rolf von Hoerschelmann, Otto Linnekogel, Karl Ritter, Heinrich Kley i Alfred Kubin.